# Damian Warner
Damian Warner (London (Ontario), 4 november 1989) is een Canadese meerkamper. Hij nam driemaal deel aan de Olympische Spelen en veroverde hierbij eenmaal een bronzen en eenmaal een gouden medaille. Ook is hij meervoudig Canadees kampioen op de 110 m horden, het verspringen en de tienkamp.

## Biografie

### Start carrière
Warner groeide op in een achterbuurt van de stad London in Ontario. Daar kwam hij niet op een structurele wijze in aanraking met atletiek of een andere sport, tot hij zestien was. Vanaf dat moment hoefde hij niet meer zijn zusje en broertje van en naar school te brengen en had hij tijd om te basketballen. Schoolcoaches Gar Leyshon en Dennis Neilsen namen Damian Warner onder hun hoede. Later werd er een schoolatletiekteam opgesteld door de coaches, waar ook Warner lid van werd. Toen hij werd uitgenodigd om naar een atletiekwedstrijd te kijken waarvoor een ploeggenoot zich had gekwalificeerd, zag hij de inzet die werd getoond door velen. Dat was voor Warner het punt waarop hij zich serieus begon in te zetten voor atletiek.

### Keuze meerkamp
Warner werd door zijn coaches op de springonderdelen (hoogspringen, verspringen en hink-stap-springen) gezet. Later begon hij zich ook te focussen op de sprint. Toen in 2008 bleek, dat hij al deze onderdelen op hoog niveau kon uitvoeren, werd de meerkamp aan hem gesuggereerd. Pas in 2010 ging Warner in op die suggestie en besloot hij om meerkamper te worden. In datzelfde jaar behaalde hij al een tweede plaats bij de Canadese kampioenschappen. 
 In 2011 werd Warner uitgezonden naar zijn eerste internationale wedstrijd: de Noord-Amerikaanse, Centraal-Amerikaanse en Caribische kampioenschappen meerkamp. Hij verbeterde hier zijn record van het jaar ervoor tot 7760 punten, wat goed genoeg was voor een tweede plaats achter Maurice Smith. Later dat jaar haalde hij precies hetzelfde puntenaantal bij de nationale kampioenschappen, wat hem zijn eerste nationale titel opleverde. Door zijn geboekte progressie werd Warner uitgezonden naar de wereldkampioenschappen van Daegu. Hij verbeterde hier zijn persoonlijke bestprestatie, maar dat leverde hem slechts een achttiende plaats op.

### Verrassing bij Olympische Spelen
In het olympische jaar 2012 kwam Warner tijdens de nationale kampioenschappen voor het eerst boven de 8000 punten uit: hij verzamelde 8107 punten. Deze score was niet genoeg voor de olympische A-limiet, maar de Canadese atletiekbond besloot hem toch uit te zenden naar de Olympische Spelen van Londen vanwege de progressie die hij doormaakte. Dit bleek een verstandige keuze: in Londen verbeterde hij op zes van de tien onderdelen zijn persoonlijk record, waardoor de als 24e geplaatste atleet lange tijd in het zicht van het podium bleef. Uiteindelijk werd hij vijfde, met een score van 8442 punten, 335 meer dan zijn oude record.

### Podiumplaats op WK
De status die Warner bij de Olympische Spelen van Londen had veroverd, wist hij ook het jaar erna vast te houden. Hij won de prestigieuze Hypomeeting onder moeilijke omstandigheden met 8307 punten. Hij was door deze prestatie een van de favorieten voor een medaille tijdens de WK in Moskou. Deze favorietenrol kon hij waarmaken: door sterke prestaties tijdens zijn laatste onderdelen, waaronder een evenaring van zijn persoonlijk record bij het polsstokhoogspringen en een nieuwe beste prestatie bij het speerwerpen, eindigde hij als derde met 8512 punten, ook een persoonlijk record. Het was voor het eerst sinds de WK van 1995 dat er een Canadese meerkamper op de tienkamp het podium had gehaald op een WK. Warner sloot het jaar 2013 af met een overwinning bij de Décastar meeting in Talence met een totaal van 8161 punten.

### Tweemaal goud en eenmaal zilver
In 2014 worstelde Warner aanvankelijk met een enkelblessure, maar hij was op tijd hersteld om eind juli deel te nemen aan de Gemenebestspelen, die in Schotland plaatsvonden. Hij won er de tienkamp met een score van 8282 punten, waarbij hij op de 100 m met 10,29 s en op de 110 m horden met 13,50 s nieuwe toernooirecords vestigde.
In 2015 eindigde Warners deelname aan de Hypomeeting in een teleurstelling door drie ongeldige pogingen bij het kogelstoten. Hij revancheerde zich vervolgens op de Pan-Amerikaanse Spelen in Toronto, waar hij als favoriet voor de zege van start ging. Hij maakte die verwachting volledig waar door de tienkamp te winnen met een totaal van 8659 punten, waarmee hij zowel het Canadese als het toernooirecord verbeterde. Een maand later stond hij alweer aan de start van zijn volgende tienkamp, die op de WK in Peking. Hij slaagde erin om zijn gloednieuwe record van Toronto alweer te overtreffen, want met een totaal van 8695 punten veroverde hij de zilveren medaille achter de Amerikaan Ashton Eaton, die met een wereldrecordscore van 9045 punten de gouden medaille voor zich opeiste.

### Olympisch brons in 2016
Op de Olympische Spelen van 2016 in Rio de Janeiro veroverde Warner een bronzen medaille. Met een puntenaantal van 8666 eindigde hij achter Ashton Eaton (goud; 8893) en de Fransman Kévin Mayer (zilver; 8834).

## Titels
- Olympisch kampioen tienkamp - 2020
- Wereldindoorkampioen zevenkamp - 2022
- Gemenebestkampioen tienkamp - 2014
- Pan-Amerikaanse Spelen kampioen tienkamp - 2015, 2019
- Canadees kampioen 110 m horden - 2014, 2015, 2019, 2021
- Canadees kampioen verspringen - 2017, 2021
- Canadees kampioen tienkamp - 2011, 2012, 2013

## Persoonlijke records
Outdoor
| Discipline           | Prestatie   | Wind (m/s) | Datum             | Plaats           |
| -------------------- | ----------- | ---------- | ----------------- | ---------------- |
| 100 m                | 10,12 s     | +0,9       | 25 mei 2019       | Götzis           |
| 200 m                | 20,97 s     | +0,9       | 14 april 2017     | Azusa            |
| 400 m                | 46,54 s     |            | 30 april 2016     | Athens           |
| 1500 m               | 4.24,73     |            | 23 juli 2015      | Toronto          |
| 110 m horden         | 13,27 s     | +1,9       | 4 juli 2015       | Edmonton         |
| hoogspringen         | 2,09 m      |            | 25 mei 2013       | Götzis           |
| polsstokhoogspringen | 4,90 m      |            | 16 juli 2016      | Bolton (Ontario) |
| verspringen          | 8,28 m      | +1,2       | 29 mei 2021       | Götzis           |
| hink-stap-springen   | 14,53 m     |            | 5 juli 2009       | Windsor          |
| kogelstoten          | 15,34 m     |            | 25 mei 2019       | Götzis           |
| discuswerpen         | 50,26 m     |            | 19 maart 2016     | Santa Barbara    |
| speerwerpen          | 64,67 m     |            | 11 augustus 2013  | Moskou           |
| tienkamp             | 9018 p (NR) |            | 4/5 augustus 2021 | Tokio            |

Indoor
| Discipline           | Prestatie   | Datum            | Plaats      |
| -------------------- | ----------- | ---------------- | ----------- |
| 60 m                 | 6,68 s      | 18 maart 2022    | Belgrado    |
| 1000 m               | 2.37,12     | 3 maart 2018     | Birmingham  |
| 60 m horden          | 7,61 s      | 19 maart 2022    | Belgrado    |
| hoogspringen         | 2,02 m      | 2 maart 2018     | Birmingham  |
| polsstokhoogspringen | 4,90 m      | 3 maart 2018     | Birmingham  |
| verspringen          | 8,05 m (NR) | 18 maart 2022    | Belgrado    |
| kogelstoten          | 15,59 m     | 21 februari 2020 | Baton Rouge |
| zevenkamp            | 6489 p (NR) | 19 maart 2022    | Belgrado    |

## Opbouw PR meerkamp en potentie op basis van PR's
In de tabel staat de uitsplitsing van het persoonlijk record op de tienkamp. In de kolommen ernaast staat ook het potentieel record, met alle persoonlijke records op de losse onderdelen en de bijbehorende punten.
|              | Uitsplitsing PR | Uitsplitsing PR | Uitsplitsing PR |              | Potentieel record | Potentieel record |
| Onderdeel    | Prestatie       | Wind (m/s)      | Punten          | Pers. record | Punten            |                   |
| ------------ | --------------- | --------------- | --------------- | ------------ | ----------------- | ----------------- |
| 100 m        | 10,12           | +0,2            | 1066            | 10,12        | 1066              |                   |
| verspringen  | 8,24            | +0,2            | 1123            | 8,28         | 1133              |                   |
| kogelstoten  | 14,80           |                 | 777             | 15,59        | 826               |                   |
| hoogspringen | 2,02            |                 | 822             | 2,09         | 887               |                   |
| 400 m        | 47,48           |                 | 934             | 46,54        | 981               |                   |
| 110m horden  | 13,46           | -1,0            | 1045            | 13,27        | 1071              |                   |
| discuswerpen | 48,67           |                 | 843             | 50,26        | 876               |                   |
| polshoog     | 4,90            |                 | 880             | 4,90         | 880               |                   |
| speerwerpen  | 63,44           |                 | 790             | 64,67        | 808               |                   |
| 1500 m       | 4.31,08         |                 | 738             | 4.24,73      | 780               |                   |
| Puntentotaal |                 |                 | 9018            |              | 9308              |                   |

## Palmares

### 110 m horden
- 2014:  Canadese kamp. - 13,27 s
- 2015:  Canadese kamp. - 13,66 s
- 2019:  Canadese kamp. - 13,53 s
- 2021:  Canadese kamp. - 13,64 s

### verspringen
- 2017:  Canadese kamp. - 7,53 m
- 2021:  Canadese kamp. - 7,81 m

### zevenkamp
- 2014: 7e WK indoor - 6129 p
- 2018:  WK indoor - 6343 p (NR)
- 2022:  WK indoor - 6489 p (NR)

### tienkamp
- 2010:  Canadese kamp. - 7449 p
- 2011:  Canadese kamp. - 7760 p
- 2011:  NACAC kamp. meerkamp - 7760 p
- 2011: 18e WK - 7832 p
- 2012: 9e Hypomeeting - 7961 p
- 2012:  Canadese kamp. - 8107 p
- 2012: 5e OS - 8442 p
- 2013:  Hypomeeting - 8307 p
- 2013:  Canadese kamp. - 8145 p
- 2013:  WK - 8512 p
- 2013:  Décastar - 8161 p
- 2013:  IAAF World Combined Events Challenge - 24980
- 2014:  Gemenebestspelen - 8282 p
- 2015:  Pan-Amerikaanse Spelen - 8659 p (NR)
- 2015:  WK - 8695 p (NR)
- 2015:  IAAF World Combined Events Challenge - 25247 p
- 2016:  Hypomeeting - 8523 p
- 2016:  OS - 8666 p
- 2017:  Hypomeeting – 8591 p
- 2017: 5e WK - 8309 p
- 2017:  Décastar - 8252 p
- 2017:  IAAF World Combined Events Challenge - 25152 p
- 2018:  Hypomeeting – 8795 p
- 2019:  Hypomeeting – 8711 p
- 2019:  Pan Amerikaanse Spelen – 8513 p
- 2019:  WK - 8529 p
- 2021:  Hypomeeting – 8995 p
- 2021:  OS – 9018 p (NR)
- 2022:  Hypomeeting – 8797 p
- 2022: - WK - DNF
- 2023:  Hypomeeting – 8619 p
- 2023:  WK - 8804 p
- 2024: - OS - DNF

1904: Tom Kiely ·
1912: Jim Thorpe ·
1920: Helge Løvland ·
1924: Harold Osborn ·
1928: Paavo Yrjölä ·
1932: James Bausch ·
1936: Glenn Morris ·
1948: Bob Mathias ·
1952: Bob Mathias ·
1956: Milt Campbell ·
1960: Rafer Johnson ·
1964: Willi Holdorf ·
1968: Bill Toomey ·
1972: Nikolaj Avilov ·
1976: Bruce Jenner ·
1980: Daley Thompson ·
1984: Daley Thompson ·
1988: Christian Schenk ·
1992: Robert Změlík ·
1996: Dan O'Brien ·
2000: Erki Nool ·
2004: Roman Šebrle ·
2008: Bryan Clay ·
2012: Ashton Eaton ·
2016: Ashton Eaton ·
2020: Damian Warner ·
2024: Markus Rooth